# Código alternante
Na teoria da codificação, os códigos alternantes formam uma classe de  códigos de correção erro parametrizado de que generalizam os códigos BCH.